# Hierro (film)
Hierro è un film del 2009 diretto da Gabe Ibáñez.

## Trama
María va in vacanza sull'isola di El Hierro con suo figlio Diego. Durante il viaggio, il bambino scompare sul traghetto. Sopraffatta, devastata e senza indizi su suo figlio, inizia ad avere incubi e un'insolita paura dell'acqua. Sei mesi dopo, Maria riceve una chiamata che la informa che è stato trovato un bambino, quindi deve tornare sull'isola e svelare alcuni misteri.

## Produzione
Il film è stato girato sulle Isole Canarie, a El Hierro, Gran Canaria e Madrid.

## Distribuzione
Il film è stato presentato il 18 maggio 2009 al Festival di Cannes nella selezione della Semaine de la Critique e il 30 gennaio 2010 in concorso al Festival Internazionale del Cinema Fantastico di Gérardmer.